# شارل پوتزی
شارل پوتزی (به انگلیسی: Charles Pozzi) (زادهٔ ۲۷ اوت ۱۹۰۹ در پاریس – درگذشتهٔ ۲۸ فوریهٔ ۲۰۰۱ در لوالوآ-پره) رانندهٔ مسابقات فرمول یک اهل فرانسه بود. او در سال ۱۹۵۰، که مصادف بود با بدعت‌گذاری مسابقات فرمول یک، در یک مسابقهٔ قهرمانی جهان فرمول یک شرکت کرد.